# Gaimersheim
Gaimersheim ist ein Markt im oberbayerischen Landkreis Eichstätt.

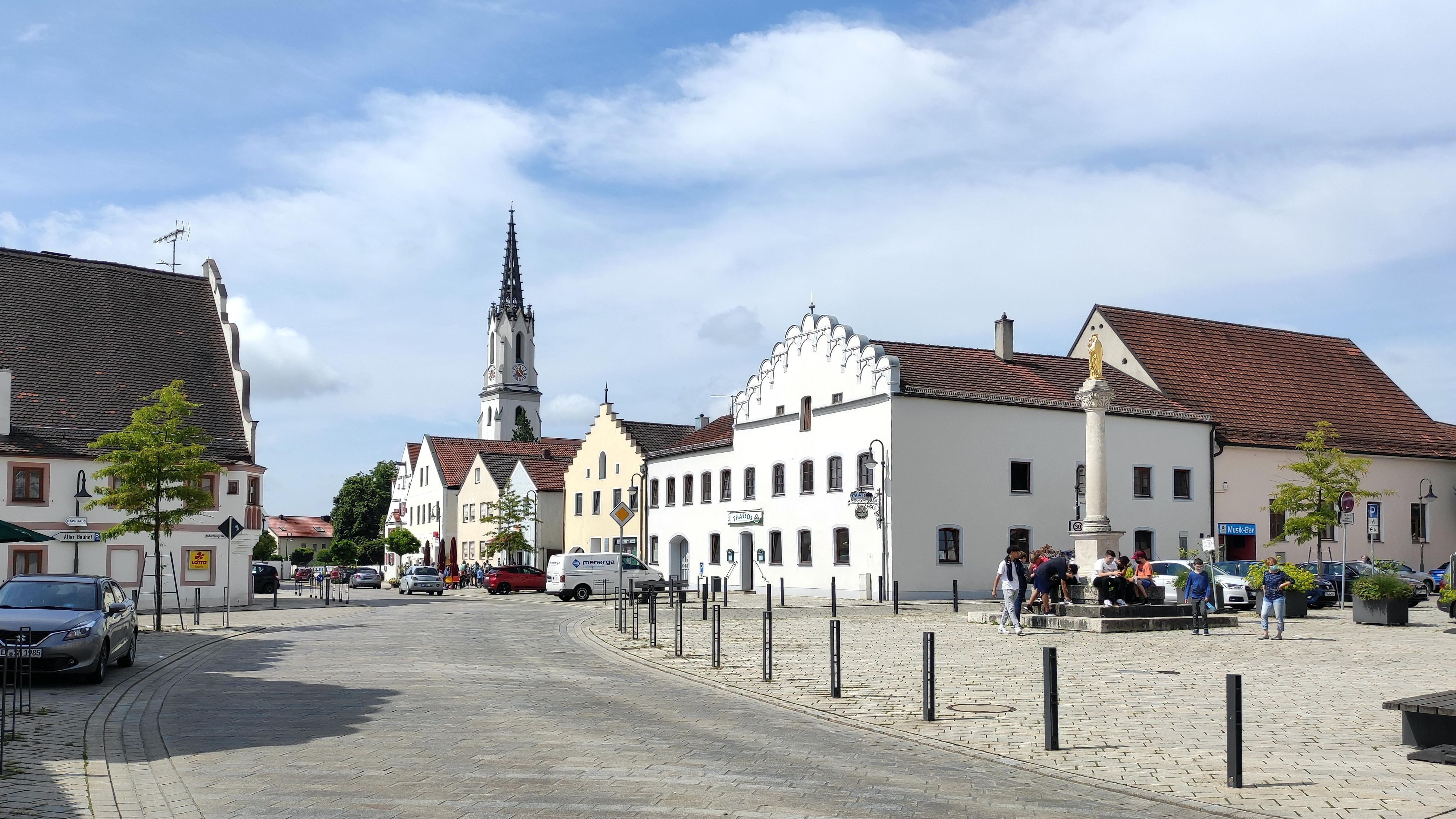
Marktplatz und Untere Marktstraße

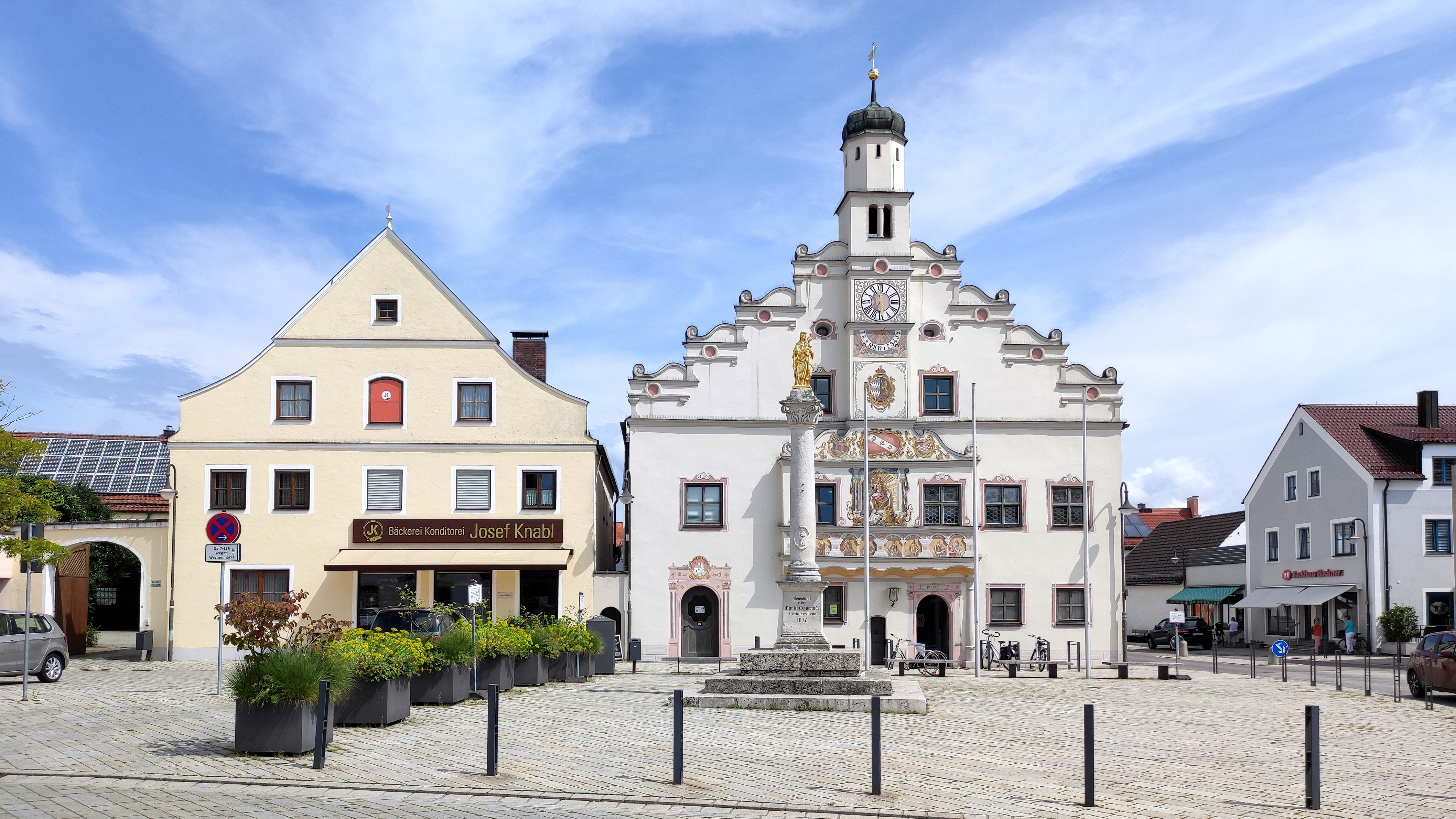
Marktplatz von Gaimersheim

## Geographie
Gaimersheim liegt in der Region Ingolstadt. Das Gemeindegebiet zieht sich vom Nordwesten Ingolstadts bis zum Reisberg. Im Westen grenzt der Markt an Eitensheim und im Osten an Wettstetten. Der Ortskern liegt auf 384 m ü. NHN und die Mittlere Heide auf 377 m ü. NHN.

### Gemeindegliederung
Die Gemeinde hat vier Gemeindeteile (in Klammern ist der Siedlungstyp angegeben):
- Gabel (Einöde)
- Gaimersheim (Hauptort)
- Lippertshofen (Kirchdorf)
- Rackertshofen (Weiler)

Angermühle und Kraiberg sind ehemalige Gemeindeteile.
Es gibt die Gemarkungen Gaimersheim und Lippertshofen.
Auf Gaimersheimer Flur beginnt der Naturpark Altmühltal.

### Nachbarorte und -gemeinden
| Hitzhofen            | Böhmfeld                     | Wettstetten              |
| Eitensheim           | Kompass                      | Etting (Ingolstadt)      |
| Dünzlau (Ingolstadt) | Friedrichshofen (Ingolstadt) | Ingolstadt (Piusviertel) |

## Geschichte

### Bis zur Gemeindegründung
Es finden sich zahlreiche Funde früher Besiedelung auf Gaimersheimer Flur: Erste Funde gibt es aus Paläolithikum und Neolithikum. An der Straße von Gaimersheim nach Rackertshofen wurden Gräber aus der späten Bronzezeit (Urnenfelderkultur) entdeckt. Weitere Funde gibt es aus Hallstattzeit und La-Tène-Zeit. Neben weiteren römischen Funden wurde an der Straße nach Böhmfeld eine Villa rustica ausgegraben.
Urkundliche Erwähnung:
Die erste urkundliche Erwähnung der Siedlung stammt aus dem Jahre 908.
Im so genannten Geisenfelder Urbar aus dem Jahre 1300 wird ein Meierhof in Gaimersheim erwähnt – diese Urkunde befindet sich im Hauptstaatsarchiv in München. In diesem Urbar ist die erste Erwähnung als Markt niedergeschrieben.
Das Marktrecht wurde 1699 durch den bayerischen Kurfürsten Max Emanuel bestätigt. Der Ort verfügte über die Hoch- und Niedergerichtsbarkeit, resultierend aus seiner Zugehörigkeit zum Kloster Geisenfeld.
Gaimersheim gehörte zum Rentamt München und zum Landgericht Vohburg des Kurfürstentums Bayern. Gaimersheim besaß ein Marktgericht mit weitgehenden magistratischen Eigenrechten. Ebenfalls befand sich hier eine Schranne des kaiserlichen Landgerichts Hirschberg. Im Zuge der Verwaltungsreformen im Königreich Bayern entstand mit dem Gemeindeedikt von 1818 die heutige Gemeinde.

### 19. bis 21. Jahrhundert
Um 1870 entstand der Bahnhof Gaimersheim, als die Bahnstrecke München–Treuchtlingen südlich am Markt vorbeigeführt wurde.
Im 19. Jahrhundert wurde das Fort von der Tann in der südlichen Gemarkung errichtet, das zum Befestigungskranz der bayerischen Landesfestung Ingolstadt gehörte. Nach dem Zweiten Weltkrieg sprengten die amerikanischen Besatzungstruppen das Fort, wie die meisten dieser Bauart aus dem Festungsring Ingolstadt. Altbürgermeister Sebastian Schiebel hatte gleichzeitig die Aufgabe, eine große Zahl von Heimatvertriebenen aus den deutschen Ostgebieten und dem Sudetenland in Gaimersheim anzusiedeln. So entstand im Vorbereich um das ehemalige Fort von der Tann eine Siedlung, Kraibergsiedlung genannt, die auch heute noch fast authentisch mit ihren kleinen Doppelhäusern mit Spitzdach erhalten ist und die neben dem Altort die zweite Keimzelle der Siedlungstätigkeit in Gaimersheim bildet.
Gaimersheim konnte, nicht zuletzt wegen der unmittelbaren Nähe zu Ingolstadt, immer mehr an Einwohnern gewinnen. Mittlerweile ist der Markt Gaimersheim einwohnermäßig vor Beilngries und hinter Eichstätt die zweitgrößte Gemeinde im Landkreis Eichstätt.

### Eingemeindungen
Im Rahmen der Gebietsreform kam am 1. Januar 1976 die Gemeinde Lippertshofen zu Gaimersheim.
Bereits am 1. Juli 1972 wurde der frühere Weiler Blumhof anlässlich der Auflösung der Gemeinde Etting nach Gaimersheim eingemeindet. Der Rest der Gemeinde Etting mit dem gleichnamigen Pfarrdorf wurde in die kreisfreie Stadt Ingolstadt eingemeindet. Gleichzeitig wechselte der Markt Gaimersheim vom Landkreis Ingolstadt in den Landkreis Eichstätt.

### Einwohnerentwicklung
| Jahr      | 1961  | 1970  | 1980  | 1987  | 1988  | 1990  | 1995  | 2000   | 2005   | 2010   | 2015   | 2018   |
| --------- | ----- | ----- | ----- | ----- | ----- | ----- | ----- | ------ | ------ | ------ | ------ | ------ |
| Einwohner | 4.036 | 5.229 | 7.015 | 7.758 | 7.982 | 8.436 | 9.327 | 10.105 | 10.956 | 11.336 | 11.618 | 12.158 |

## Politik

### Marktgemeinderat

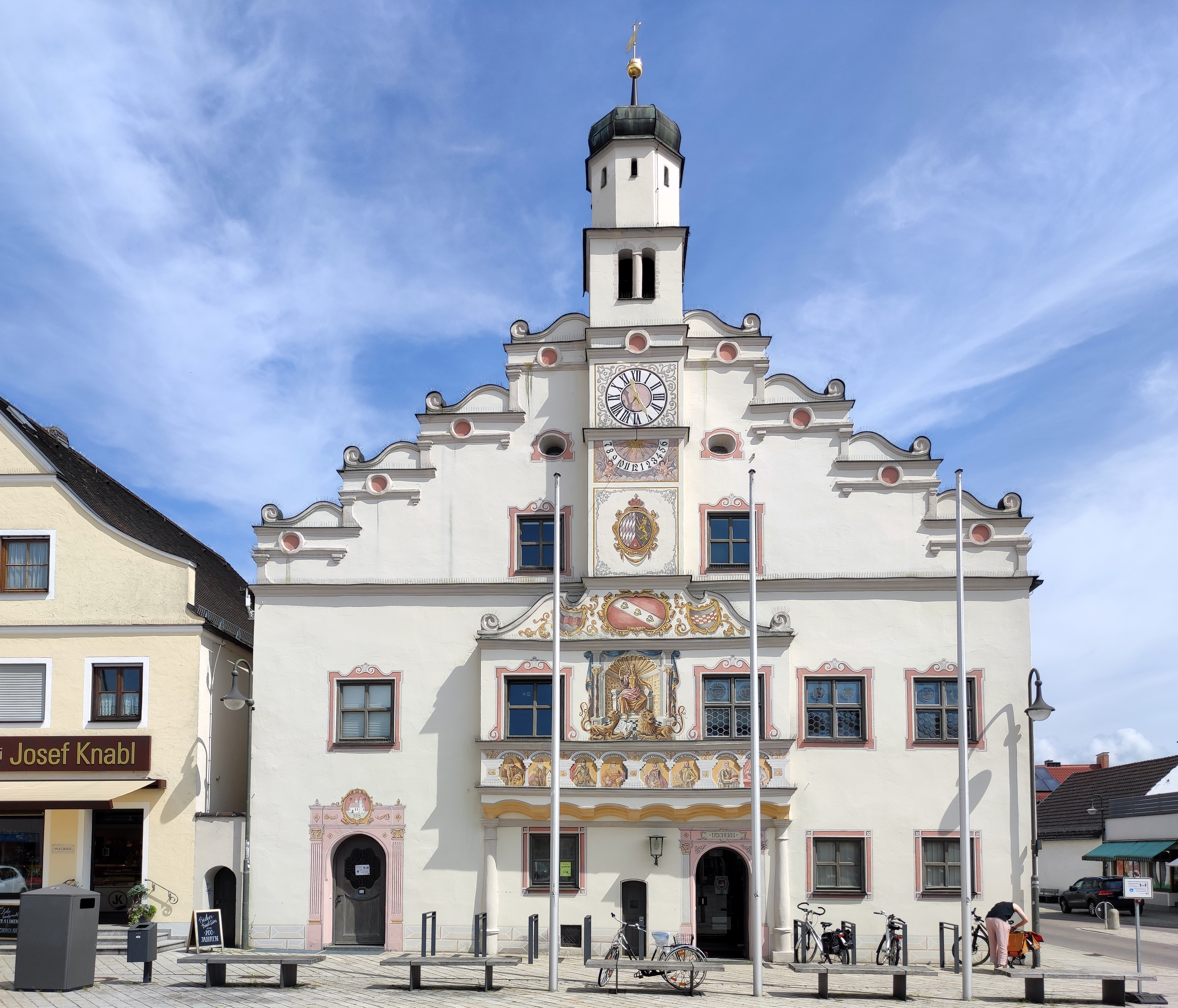
Rathaus von Gaimersheim

- Grüne: 3
- SPD: 8
- Fraktionslos: 1
- FW: 3
- CSU: 9

Christian Becker wurde für die FDP/Parteifreie Bürger gewählt, trat aber nach der Wahl aus der Partei aus und ist im Marktgemeinderat fraktionslos.

### Bürgermeister (bis 1919 unvollständig)
- 1818–1820: Jakob Knapp[12][13]
- um 1827: Brandl[14]
- 1849–1863: Sebastian Knapp[13]
- um 1871–1876: Matthias Heindl[15][16][17]
- bis 1878: Georg Schwab[18][19]
- um 1879: Bartholomäus Sebald[20]
- um 1889: Gößel[21]
- 1919–1929: Josef Ludwig, unterstützt vom BB[13]
- 1929–1945: Franz Xaver Hüttinger, aufgestellt von BB, Gewerkschaft und SPD[13]
- 1945: Anton Dietrich, ehemals BVP; von den Alliierten eingesetzt[13]
- 1945–1946: Martin Meier sen., KPD; von den Alliierten eingesetzt[13]
- 1946–1960: Sebastian Schiebel, CSU[13]
- 1960–1984: Martin Meier jun., SPD[13]
- 1984–2008: Anton Knapp, CSU[13]
- seit 2008: Andrea Mickel, SPD[13][22]

### Wappen
| Wappen von Gaimersheim | Blasonierung: „In Rot auf grünem Schildfuß eine silberne Kirche in perspektivischer Seitenansicht mit blauen Dächern, die beiden Flankentürme links am Langhaus mit zwei schwarzen Schalllöchern unter dem Dachrand und einem schwarzen Fenster darunter, mit je einer goldenen Turmkugel abgeschlossen, auf dem rechten Langhausdachende ein goldenes Kreuz, rechts in der Langhauswand neben zwei mittigen schwarzen Bogenfenstern ein schwarzes Portal, zu dem fünf silberne Stufen führen.“ |
| Wappen von Gaimersheim | Wappenbegründung: Bei der zweitürmigen Kirche mit dem Portalvorbau handelt es sich möglicherweise um die frühe, 1068 geweihte Ortskirche als Wahrzeichen des Marktes. Die alte Kirche wurde 1488 abgebrochen und durch einen gotischen Neubau, dieser wiederum 1854/55 durch eine neugotische Kirche ersetzt. Eine andere Deutung geht dahin, dass es sich um die zweitürmige Abteikirche von Geisenfeld handelt. Gaimersheim gehörte zu den Ausstattungsgütern des 1037 von Graf Eberhard II. von Ebersberg gestifteten Klosters. Schon im 12. Jahrhundert ist ein Geisenfelder Propst in Gaimersheim nachweisbar. Das Marktsiegel mit der frei stehenden Kirche ist erstmals an einer Urkunde von 1308 überliefert. Der Vorbau findet sich noch in einer Abbildung von etwa 1562. Später geriet er in Vergessenheit und wurde als Buchstaben IHS gedeutet. Mit dieser Abweichung wurde die Kirche im Schild auf den Siegeln und auf der Bürgermeistermedaille von etwa 1819 bis 1920 gestaltet. Michael Wening fügte unter der Kirche noch einen Dreiberg ein. Die heutige, historisch begründete Form der Kirche und die Farben folgen der Darstellung von Apian (um 1562). |

### Gemeindepartnerschaften
Die Gemeinde unterhält eine Gemeindepartnerschaft mit der sächsischen Stadt Seifhennersdorf.

## Kultur und Sehenswürdigkeiten

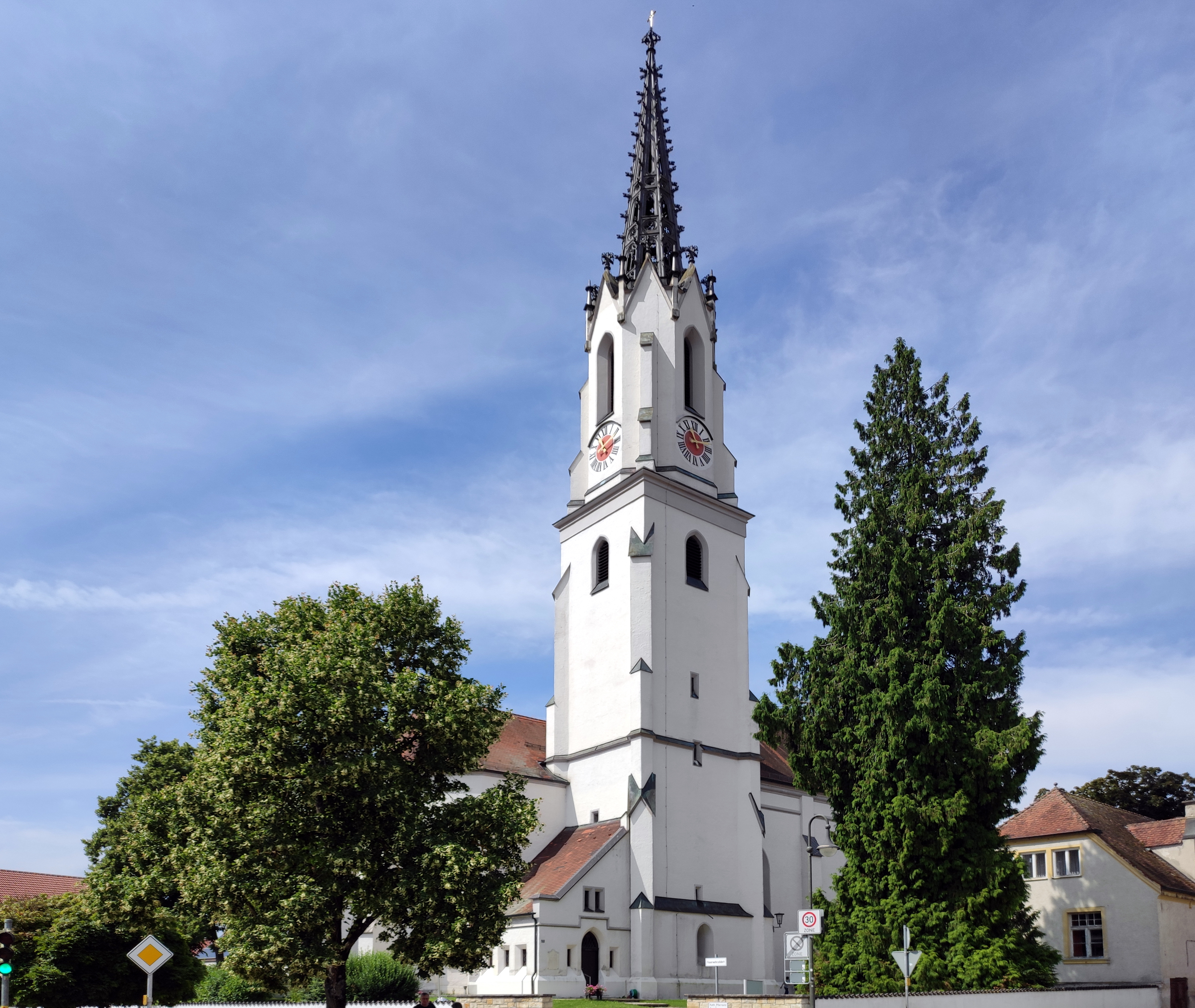
Katholische Pfarrkirche Mariä Himmelfahrt

- Heimatmuseum im Winterbauer-Anwesen
- Backhaus: Veranstaltungsort der Gemeinde Gaimersheim
- Galerie 17

### Vereine
Im Markt Gaimersheim sind derzeit 82 eingetragene Vereine gemeldet. (Stand: Dezember 2020)

## Wirtschaft und Infrastruktur

### Wirtschaft einschließlich Land- und Forstwirtschaft
Während Gaimersheim noch bis zum Jahr 1950 den Charakter einer gewerblich-landwirtschaftlichen Mischgemeinde besaß, ist der Markt heute geprägt von ihren Gewerbegebieten und der räumlichen Nähe zur am Ingolstädter Stadtrand zu Gaimersheim gelegenen Audi AG. In den Gewerbegebieten haben sich neben der Edeka Südbayern und Backstube Wünsche auch einige Automobilzulieferer angesiedelt. So hat sich auch eine große Anzahl mittelständischer Unternehmen niedergelassen.
Es gab 2017 im Bereich Unternehmensdienstleister 5049, im Bereich Produzierendes Gewerbes 2545 und im Bereich Handel und Verkehr 1996 sozialversicherungspflichtig Beschäftigte am Arbeitsort. In sonstigen Wirtschaftsbereichen waren am Arbeitsort 521 Personen sozialversicherungspflichtig beschäftigt. Sozialversicherungspflichtig Beschäftigte am Wohnort gab es insgesamt 5463. Im verarbeitenden Gewerbe gab es 14, im Bauhauptgewerbe zwölf Betriebe, dazu vier Beherbergungsbetriebe. Zudem bestanden im Jahr 2016 33 landwirtschaftliche Betriebe mit einer landwirtschaftlich genutzten Fläche von 1545 ha. Davon waren 1438 ha Ackerfläche.

### Bildung
Es gibt folgende Einrichtungen:
- Kindergärten: sieben Einrichtungen mit 544 Kindergartenplätzen und 466 Kindern (Stand 2018)[25]
- Grundschule Gaimersheim
- Mittelschule Gaimersheim (ehemals Hauptschule)
- Gymnasium Gaimersheim (Zweckverband des Landkreises Eichstätt mit Ingolstadt, eröffnet zum Schuljahr 2010/2011)
- Außenstelle der VHS Ingolstadt
- öffentliche Bücherei im Rathaus
- private Musikschule[26]

### Freizeiteinrichtungen
- Naturlehrpfad am Reisberg
- Badelandschaft Aquamarin (Hallen- und beheiztes Freibad)
- EDEKA Ballsporthalle
- Xaver-Ernst-Sportanlage und Sportheim des TSV Gaimersheim
- Tennisanlage TSV Gaimersheim
- Tennisanlage TV Ingolstadt (an der Gabel)
- Sander Tennishalle
- offener Jugendtreff „no fear“ (Neueröffnung am 1. September 2016 im Neubau in der Römerstraße 41)[27]
- Schützenverein Männerschützengesellschaft Gaimersheim 1874
- Schützenverein „Hubertus“

### Soziale Einrichtungen
- Caritas-Altenheim „St. Elisabeth“ mit 78 Plätzen (Stand: 15. Dezember 2016)[25]
- Caritas-Sozialstation (Sozialstation und katholischer Krankenpflegeverein; im Haus: Ingolstädter Tafel e. V.)

### Verkehr
Der Bahnhof Gaimersheim an der Bahnstrecke München–Treuchtlingen wird im Regelbetrieb halbstündlich von einer Regionalbahn nach Ingolstadt–München bzw. Treuchtlingen–Nürnberg bedient, Wochentags im Berufsverkehr auch von Zügen der Bayerischen Regiobahn in Verlängerung der Strecke von Eichstätt Stadt–Eichstätt Bahnhof nach Ingolstadt Hbf(–Augsburg Hbf). Dort besteht Taktanschluss in Richtung Regensburg bzw. Ulm und Augsburg sowie zum Regionalexpress nach Nürnberg und München und Anschluss an den Fernverkehr. Bis Ende 2024 soll durch den Bau eines weiteren Gleises die Fahrt zweier weiterer Regionalbahnlinien nach Regensburg und Ulm ermöglicht werden.

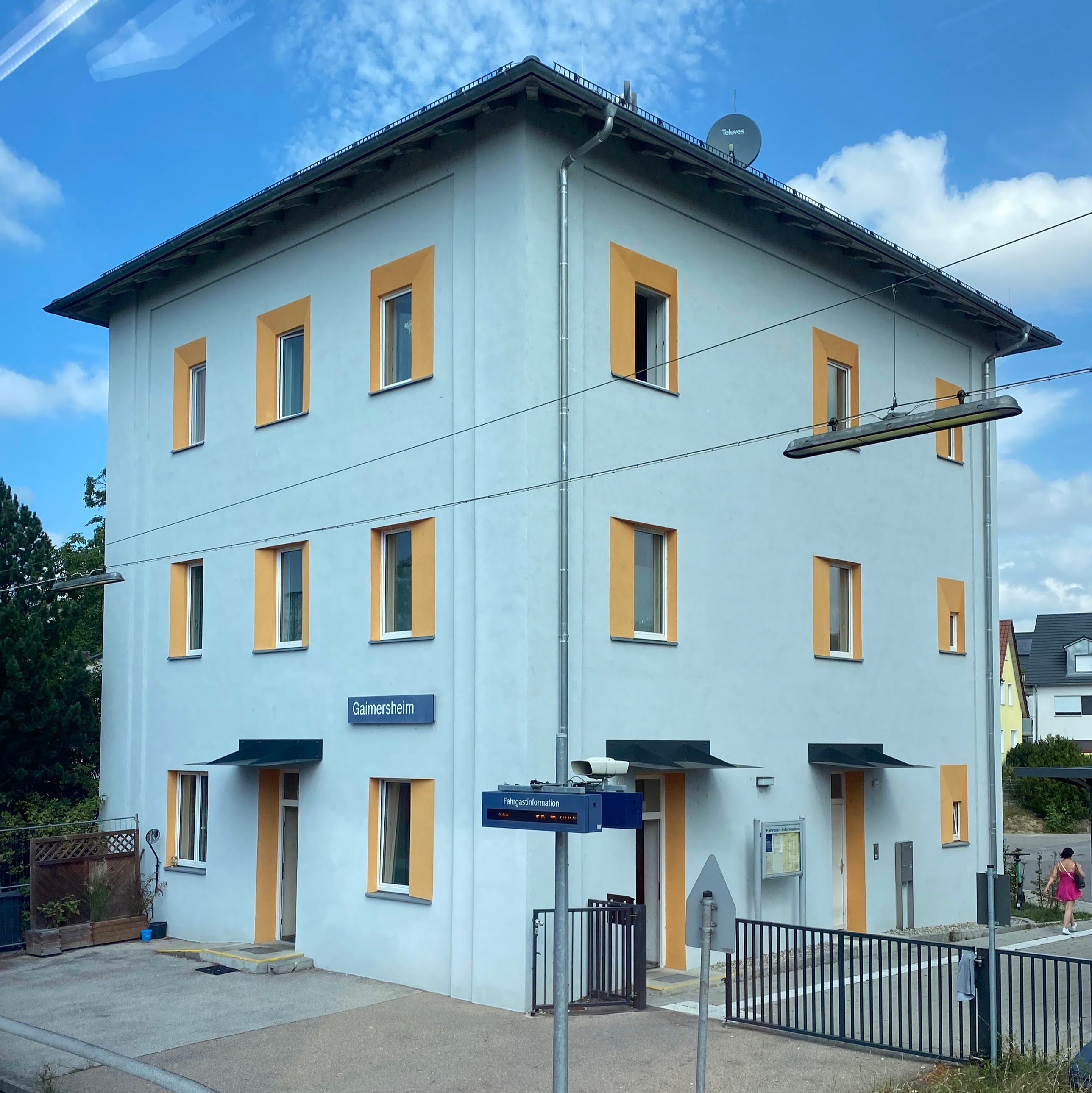
Bahnhof Gaimersheim

Die Buslinien 50, 55 und 85 der INVG verbinden Gaimersheim mit Ingolstadt werktags in einem 30-Minuten-Takt, die Linie S9 führt über das Gewerbegebiet zum Audi-Werk.

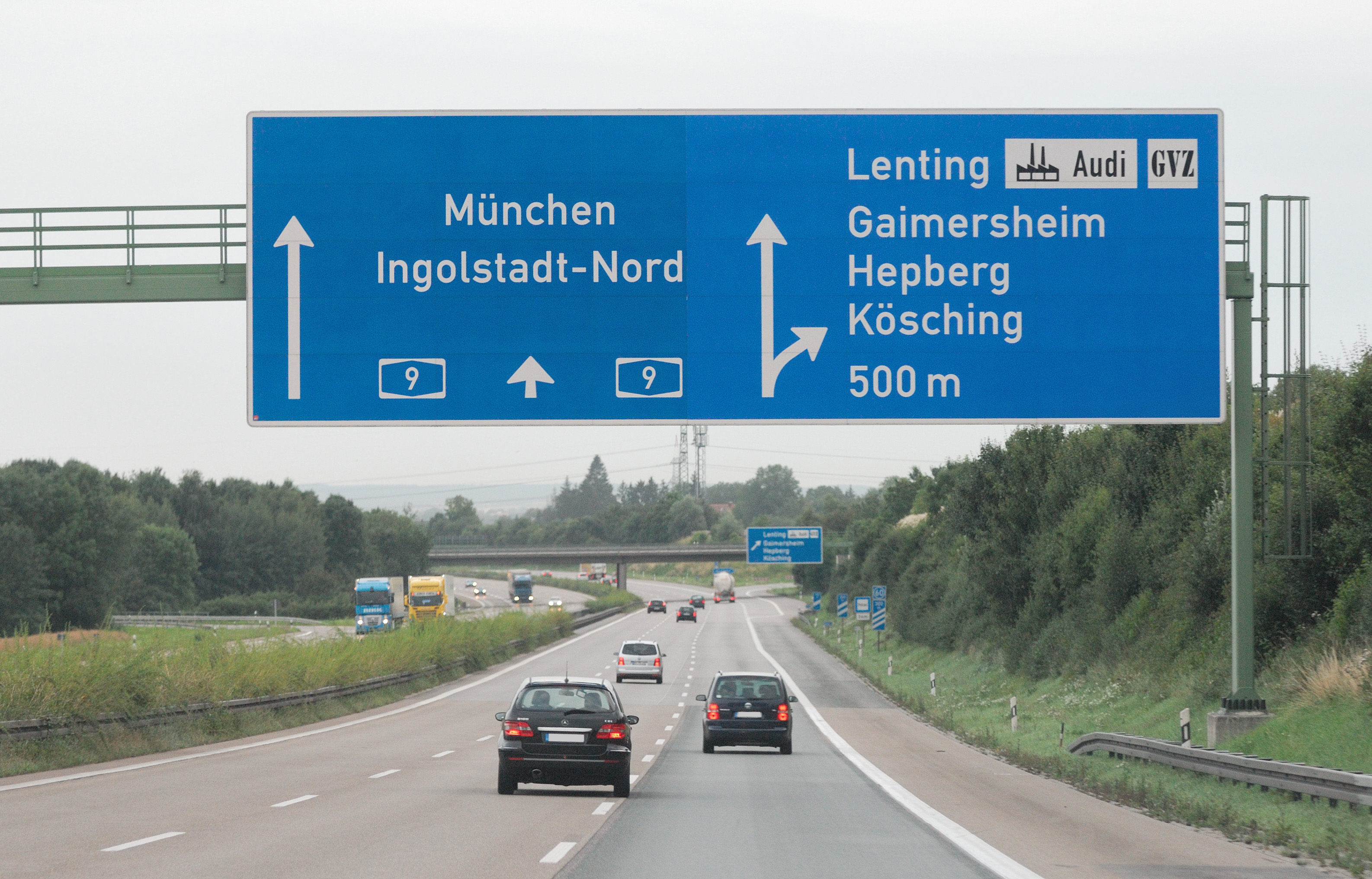
AS Lenting der A 9

Von der A 9 kommend ist Gaimersheim über die Ausfahrt Lenting zu erreichen.
Die Nordumgehung Gaimersheim wurde im Juni des Jahres 2011 dem Verkehr übergeben. Sie zweigt bei Eitensheim als Kreisstraße EI 51 von der B 13 in östliche Richtung ab Richtung Wettstetten bzw. Lenting zur Ausfahrt Lenting. Die Ausfahrt heißt hier „Eitensheim-Nord/Gaimersheim-Nord/Lenting“. Eine Südumgehung ist nicht mehr in Planung.

## Persönlichkeiten

### Ehrenbürger
- Josef Worsch (1921–2013), Pfarrer in Gaimersheim (1966–1994)
- Martin Meier (1924 oder 1925–2002), Kommunalpolitiker (SPD) und Gaimersheimer Bürgermeister (1960–1984)
- Anton Knapp (* 1955), Kommunalpolitiker (CSU), Gaimersheimer Bürgermeister (1984–2008) und Landrat des Landkreises Eichstätt (2008–2020)[30]

### Söhne und Töchter des Marktes
- Vitus Staudacher (1850–1925), Violinist und Landschaftsmaler
- Wolf-Dieter Keidel (1917–2011), Sinnesphysiologe
- Anton Westner (* 1944), Kommunalpolitiker (CSU)

### Bekannte Personen mit Bezug zum Markt
- Theodor Straub (1930–2023), Historiker
- Josef Margraf (1953–2010), Biologe und Ökologe
- Günter Grünwald (* 1956), Kabarettist
- Masha Dimitrieva (* 1966), russischstämmige deutsche Pianistin
- Katja Ulbrich (* 1988), Inline-Speedskaterin
- Lisa Antl (* 2000), Handballspielerin